# Cupa României 1977/78
Der Cupa României in der Saison 1977/78 war das 40. Turnier um den rumänischen Fußballpokal. Sieger wurde Titelverteidiger Universitatea Craiova, das sich im Finale am 22. Juni 1978 gegen Olimpia Satu Mare durchsetzen konnte. Dadurch qualifizierte sich Universitatea Craiova für den Europapokal der Pokalsieger.

## Modus
Die Klubs der Divizia A stiegen erst in der Runde der letzten 32 Mannschaften ein. Ab dem Achtelfinale wurden alle Spiele – abgesehen vom Finale, das traditionell in Bukarest stattfand – auf neutralem Platz ausgetragen. Es wurde jeweils nur eine Partie ausgetragen. Stand diese nach 90 Minuten unentschieden, folgte eine Verlängerung von 30 Minuten. Falls danach noch immer keine Entscheidung gefallen war, kam im Sechzehntelfinale die auswärts spielende Mannschaft eine Runde weiter, ab dem Achtelfinale wurde die Entscheidung im Elfmeterschießen herbeigeführt.

## Sechzehntelfinale
| Datum            |                                | Ergebnis  |                       |
| ---------------- | ------------------------------ | --------- | --------------------- |
| 19. Februar 1978 | Unirea Alexandria              | 0:1       | Petrolul Ploiești     |
|                  | FC Brăila                      | 1:0       | CS Târgoviște         |
|                  | Steaua Bukarest                | 2:0       | Sportul Studențesc    |
|                  | Progresul Vulcan Bukarest      | 2:4 n. V. | SC Bacău              |
|                  | Industria Sârmei Câmpia Turzii | 2:1       | AS Armata Târgu Mureș |
|                  | Recolta Diosig                 | 0:6       | FC Constanța          |
|                  | Unirea Focșani                 | 0:1       | FC Argeș Pitești      |
|                  | FCM Galați                     | 3:2       | Jiul Petroșani        |
|                  | FC Viitorul Gheorgheni         | 0:3       | Politehnica Timișoara |
|                  | Constructorul Iași             | 2:5       | Corvinul Hunedoara    |
|                  | Avântul Mâneciu                | 2:5       | Universitatea Craiova |
|                  | Gaz Metan Mediaș               | 1:1 n. V. | Politehnica Iași      |
|                  | Gloria Reșița                  | 0:1       | Olimpia Satu Mare     |
|                  | Chimia Râmnicu Vâlcea          | 0:2       | FC Bihor Oradea       |
|                  | UTA Arad                       | 4:0       | FCM Reșița            |
|                  | Victoria Zalău                 | 0:7       | Dinamo Bukarest       |

## Achtelfinale
| Datum          |                       | Ergebnis              |                                | Ort         |
| -------------- | --------------------- | --------------------- | ------------------------------ | ----------- |
| 19. April 1978 | Dinamo Bukarest       | 1:0                   | FC Constanța                   | Brăila      |
|                | UTA Arad              | 3:1                   | Petrolul Ploiești              | Bukarest    |
|                | FC Argeș Pitești      | 1:0                   | SC Bacău                       | Buzău       |
|                | Olimpia Satu Mare     | 2:2 n. V. (5:3 i. E.) | Corvinul Hunedoara             | Cluj-Napoca |
|                | Politehnica Iași      | 2:2 n. V. (6:5 i. E.) | Steaua Bukarest                | Galați      |
|                | FCM Galați            | 3:0                   | FC Bihor Oradea                | Pitești     |
|                | FC Brăila             | 3:1                   | Politehnica Timișoara          | Ploiești    |
|                | Universitatea Craiova | 2:1                   | Industria Sârmei Câmpia Turzii | Sibiu       |

## Viertelfinale
| Datum        |                       | Ergebnis  |                 | Ort         |
| ------------ | --------------------- | --------- | --------------- | ----------- |
| 24. Mai 1978 | Olimpia Satu Mare     | 1:0       | UTA Arad        | Cluj-Napoca |
|              | FC Argeș Pitești      | 2:1       | FCM Galați      | Focșani     |
|              | Politehnica Iași      | 2:1       | FC Brăila       | Onești      |
|              | Universitatea Craiova | 3:2 n. V. | Dinamo Bukarest | Sibiu       |

## Halbfinale
| Datum         |                       | Ergebnis  |                  | Ort      |
| ------------- | --------------------- | --------- | ---------------- | -------- |
| 18. Juni 1978 | Universitatea Craiova | 2:0       | Politehnica Iași | Bukarest |
|               | Olimpia Satu Mare     | 1:0 n. V. | FC Argeș Pitești | Sibiu    |

## Finale
| Paarung               | Universitatea Craiova – Olimpia Satu Mare |
| Ergebnis              | 3:1 (2:0) |
| Datum                 | 22. Juni 1978 |
| Stadion               | Stadionul Republicii, Bukarest |
| Zuschauer             | 10.000 |
| Schiedsrichter        | Romeo Stâncan (Bukarest) |
| Tore                  | 1:0 Sorin Cârțu (43.) 2:0 Rodion Cămătaru (45.) 3:0 Dumitru Marcu (74.) 3:1 Iosif Helvei (76.) |
| Universitatea Craiova | Gabriel Boldici (86. Silviu Lung), Nicolae Ungureanu, Nicolae Tilihoi, Costică Ștefănescu, Petre Purima, Costică Donose, Ilie Balaci (65. Aurel Țicleanu), Aurel Beldeanu, Sorin Cârțu, Rodion Cămătaru, Dumitru Marcu Cheftrainer: Ilie Oană   |
| Olimpia Satu Mare     | Ștefan Fehér, Mihai Popa, Viorel Firu Smarandache, Nicolae Marcu, Sandor Pinter, Gheorghe Sabou (73. Vasile Bocșa), Ludovic Keiser, Iosif Bathori, Viorel Mureșan, Viorel Hațeganu, Gavril Both (65. Iosif Helvei) Cheftrainer: Gheorghe Staicu |